# 織田信友
織田信友（？—1555年5月10日），是日本戰國時代的武將。尾張下四郡的守護代。
父親據推測為織田達廣（織田因幡守）。一説是獲伯父織田敏定收為養子（『寬政重修諸家譜』），一說是織田達勝的養子。別名是廣信、信豐。通稱彦五郎、大和守。尾張清洲城城主。

## 生平
信友是支配尾張下四郡的守護代織田達勝（清洲織田氏，織田大和守家）的後繼者，繼承時期不明。擁立主家斯波氏的當主斯波義統為傀儡守護。然而信友自身亦被家臣坂井氏和河尻氏掌握著家中的主導權。與原本是家老的清洲三奉行之一‧織田彈正忠家的當主織田信秀爭奪尾張國的霸權，不過後來雙方達成和睦。
信秀死後支持織田信行（信勝）繼任家督，因而與信秀的後繼人織田信長對立。信長的家臣‧鳴海城城主山口教繼謀反之際，信友發動萱津之戰，不過遭受守山城織田信光支持的信長擊敗，而失去了家臣坂井甚介。曾策動信長的暗殺計劃，不過因為事前被斯波義統的家臣簗田彌次右衛門得知並向信長密告，於是亦告失敗，而家臣那古野彌五郎內通信長，於是清洲城遭到火攻等，受到不斷壓迫。
天文23年（1554年），信友與被稱為「小守護代」的家老坂井大膳一同策劃謀反，趁斯波氏的大部分家臣隨同斯波義統的兒子義銀於城外打獵時，伺機帶領軍士攻入守護所刺殺義統。變故之下，斯波義銀投奔到信長的庇護下，信長以擁立義銀之名，在安食之戰中反擊並戰敗信友，此役信友失去了家臣河尻左馬丞、織田三位等。翌年（1555年），坂井大膳進言挑動信光背叛信長，卻反而因信光施以謀略而失敗，大膳事敗逃往投靠今川氏，信友自身則因為殺害主君之罪而被信光誅殺（清洲之戰）。
此後，清洲織田氏血脈斷絕，信行亦在弘治3年（1557年）被信長謀殺，尾張上四郡守護代織田信安（岩倉織田氏，織田伊勢守家）被兒子信賢從居城岩倉城流放，而信賢亦在永祿2年（1559年）向信長降伏後被流放，信長最終統一尾張。